# William Oldys
William Oldys (14 juillet 1696 – 15 avril 1761) est un antiquaire et un bibliographe anglais.

## Biographie
Né probablement à Londres, il est le fils illégitime du docteur William Oldys (1636-1708), chancelier de Lincoln. Celui-ci a été avocat de l'Amirauté, fonction qu'il perd en 1693, car il ne veut pas poursuivre comme traîtres et pirates les marins qui ont servi contre l'Angleterre sous le règne de Jacques II. William Oldys junior, perd une partie de son petit patrimoine dans le krach de la Compagnie des mers du Sud. En 1724 il se rend dans le Yorkshire, où il passe la majorité des six années suivantes comme hôte du comte de Malton.
À son retour à Londres, il découvre que son propriétaire a vendu les livres et les documents confiés à sa garde. Parmi ceux-ci, il y a une copie annotée de Dramatick Poets de Gerard Langbaine. Le livre vient dans les mains de Thomas Coxeter, et par conséquent dans celles de Theophilus Cibber, ce qui lui fournit les bases de son Lives of the Poets (1753), publié avec le nom de Cibber sur la page de titre, bien que la plus grande partie soit écrite par Robert Shiels.
En 1731, Oldys vend ses collections à Edward Harley, 2e comte d'Oxford et comte Mortimer, qui le prend comme secrétaire littéraire en 1738. Trois ans plus tard, Harley meurt, et à partir de ce moment Oldys travaille pour des libraires. Ses habitudes sont irrégulières et, en 1751, ses dettes le conduisent à la prison de la Fleet. Après un emprisonnement de deux ans, il est relâché grâce à la gentillesse d'amis qui paient ses dettes. En avril 1755, il est nommé hérault extraordinaire de Norfolk, puis roi d'armes de Norroy par Edward Howard, duc de Norfolk.

## Famille
Le docteur William Oldys, né vers le 22 octobre 1636, était le fils du révérend William Oldys, né en 1591, qui fut assassiné à Adderbury, dans l'Oxfordshire, par des soldats du Parlement. Le compte rendu de ce meurtre dit qu'il fut poursuivi toute la journée à cause de son soutien à la monarchie, et bien qu'il jetât de la monnaie pour distraire ses poursuivants, il fut transpercé par un coup d'épée et mourut. La cloche de l'église d'Adderbury porte toujours son nom, et sur le mur de la sacristie il y a une plaque écrite en latin décrivant ce terrible jour du 15 septembre 1645.
La femme du docteur Oldys, Margaret, née Sacheverell, meurt le 7 mai 1705. Elle était la fille d'Ambrose Sacheverell, le révérend de Tadmarton en 1617.